# 스페인 인판타 크리스티나
스페인 인판타 크리스티나(스페인어: Cristina Federica Victoria Antonia de la Santísima Trinidad de Borbón y de Grecia, 1965년 6월 13일~)는 스페인의 후안 카를로스 1세 국왕과 그의 왕비 소피아 사이에서 태어난 둘째 딸이다. 크리스티나 공주의 남편인 이냐키 우르단가린은 탈세 혐의로 조사를 받아서 왕실의 지지도를 떨어트리기도 하였다. 이냐키 우르단가린과 크리스티나 공주 사이에서 태어난 자녀들에게는 특별한 작위가 없지만 그란데스 데 에스파냐의 지위와 각하(His/Her Excellency)로 불릴 수 있는 권리가 있다.